# Carlo Ponzi
Carlo Ponzi (Lugo, 3 de marzo de 1882-Río de Janeiro, 18 de enero de 1949) fue un famoso delincuente de origen italiano especializado en estafas. Entre sus alias están Charles Ponei, Charles P. Bianchi, Carl y Carlo. El término esquema Ponzi fue acuñado por una estafa suya y hoy día es la descripción de cualquier estafa que paga a los primeros inversores con ganancias  de los inversores posteriores.
Carlo Ponzi prometía a sus clientes un 50% de beneficios dentro de un plazo de 45 días, o 100% dentro de 90 días, con el simple hecho de comprar cupones postales descontinuados en otros países y redimiéndolos a su valor nominal en los Estados Unidos como una forma de arbitraje, probablemente inspirado por William F. Miller, un contador de Brooklyn que en 1899 utilizó el mismo sistema para estafar US$1.000.000.

## Primeros años
Originario de la provincia de Rávena, emigró a Estados Unidos en 1903. Algunos de sus biógrafos aseguran que fue un estudiante ambicioso que quería prosperar y otros dicen de él que se trataba de un ladronzuelo con poco futuro al que su familia embarcó hacia América para quitárselo de encima. Ponzi aprendió a hablar inglés y después de pasar por trabajos eventuales inició una carrera que lo llevaría dos veces a prisión: una en Canadá, después de que le sorprendieran falsificando el nombre de una anciana que guardaba su dinero en el banco en el que trabajaba Ponzi, y otra en Boston, en 1911, por su implicación en un negocio de contrabando de emigrantes italianos.

## Creación del negocio piramidal
Su golpe más importante lo dio en 1919, al darse cuenta de que en los cupones de respuesta postal que los inmigrantes italianos enviaban por carta a sus familias, extremadamente pobres a causa de la guerra, para que los canjearan por sellos postales y pudieran responder a las cartas, había un negocio muy lucrativo, pues tales cupones eran emitidos por la Unión Postal Universal (UPU) y vendidos en todos los países con elevado tráfico postal. Ponzi advirtió que, gracias a la inflación tras la Primera Guerra Mundial, tales cupones podían comprarse a precios muy bajos en Italia, enviarse a poco costo a Estados Unidos, y allí canjearse por estampillas del correo estadounidense dotadas de un valor de mercado mucho más elevado. Consultó a amigos y conocidos y montó la empresa Securities Exchange Company, con la cual comenzó a vender cupones de respuesta postal prometiendo a sus compradores unas ganancias del 50% en 45 días o del 100% pasados los tres meses.
En poco tiempo Ponzi se convirtió en un personaje acaudalado, y tanto políticos como medios de comunicación lo presentaban como un empresario ejemplar. Todo funcionó muy bien durante los primeros meses: el dinero llegaba por montones y los intereses se pagaban puntualmente. Las viudas hipotecaban sus casas y la gente recogía sus ahorros para invertirlos en el negocio de Ponzi. Surgió algún leve problema legal, pero se resolvió abonando generosas cantidades de dinero.
La crisis de confianza se inició cuando el analista financiero Clarence Barron, por encargo del Boston Post, publicó un informe en el que se declaraba que, pese a los extraordinarios intereses que se pagaban, Carlo Ponzi no reinvertía ni un céntimo de sus enormes beneficios en la empresa. Se calculó que para cubrir las obligaciones contraídas se necesitaban 160 millones de cupones en circulación, cuando en realidad la UPU tan solo tenía 27 000 en circulación. A partir de aquí, los acontecimientos se precipitaron: una multitud de inversores furiosos se presentaron ante las oficinas y tras demandarle fue ingresado de nuevo en prisión. El 1 de noviembre de 1920, Carlo Ponzi fue declarado culpable de fraude y se le condenó a cinco años de prisión. Salió tres años más tarde y le condenaron a nueve más.

## Huida
Como estaba en libertad provisional ya en 1924 decidió huir al estado de Florida, donde puso en marcha otra estafa respecto de venta de tierras; sin embargo, para entonces su mala fama ya se había extendido, siendo descubierto y denunciado. Antes de que le arrestaran se escapó al estado de Texas, y para intentar huir en un barco mercante se afeitó el bigote y la cabeza, aunque fue reconocido por las autoridades y arrestado nuevamente. Habiendo roto los términos de su libertad condicional, terminó en la prisión de Massachusetts, donde permaneció hasta 1934. A las puertas del presidio le aguardaba un buen grupo de estafados que quería lincharlo, algo que no pudieron lograr debido a la intervención de la policía, que tuvo que protegerle. 
Como Ponzi nunca se había nacionalizado estadounidense, las autoridades de EE. UU. lo deportaron a Italia en octubre de 1934; de vuelta en su país se dedicó a trabajar como traductor de inglés e intentó poner en marcha su esquema sin éxito. En 1939 empezó a trabajar en el servicio internacional de la aerolínea nacional italiana Ala Littoria con la ayuda de su primo Attilio Biseo, piloto director de la firma e influyente en el régimen fascista. Gracias a este cargo Ponzi se estableció en Brasil como director comercial de la aerolínea pero perdió su empleo cuando en 1941 el gobierno brasilero suprimió la autorización de funcionamiento de Ala Littoria y sus servicios.

## Muerte
Sin empleo y sin opciones de volver a Italia, Ponzi subsistió en Brasil con pequeños empleos y vivió sus últimos años pobremente, en 1948 sufrió un accidente cerebrovascular que dañó su vista y le causó una hemiparesia. Murió en un hospital caritativo en Río de Janeiro el 18 de enero de 1949. Ponzi pasó a los manuales de economía por haber ideado lo que se conoce como esquema piramidal.